# Tetragnatha fuerteventurensis
Tetragnatha fuerteventurensis este o specie de păianjeni din genul Tetragnatha, familia Tetragnathidae, descrisă de Jörg Wunderlich în anul 1992.
Este endemică în Insulele Canare. Conform Catalogue of Life specia Tetragnatha fuerteventurensis nu are subspecii cunoscute.